# Hapleginella orientalis
Hapleginella orientalis är en tvåvingeart som beskrevs av Cherian 1999. Hapleginella orientalis ingår i släktet Hapleginella och familjen fritflugor. Inga underarter finns listade i Catalogue of Life.